# ويليام هالبرت
ويليام هالبرت (بالإنجليزية: William Hulbert)‏ هو لاعب كرة قاعدة أمريكي، ولد في 23 أكتوبر 1832 في Burlington Flats, New York ‏ في الولايات المتحدة، وتوفي في 10 أبريل 1882 في شيكاغو في الولايات المتحدة.

## وصلات خارجية
- ويليام هالبرت على موقع قاعة مشاهير كرة القاعدة (الإنجليزية)
- ويليام هالبرت على موقع الموسوعة البريطانية (الإنجليزية)